# لويس كاريرا
لويس كاريرا مواليد 31 ديسمبر 1976 في لشبونة - الوفاة 15 نوفمبر 2012 في ماكاو، كان متسابق دراجات نارية برتغالي. نافس في بطولة العالم للسوبربايك. توفي إثر حادث تعرض له أثناء السباق.

## وصلات خارجية
- الموقع الإلكتروني